# 10. armada (Wehrmacht)
Za druge 10. armade glejte 10. armada.
10. armada je bila armada v sestavi Heera (Wehrmacht) med drugo svetovno vojno.

## Zgodovina
Armada je bila ustanovljena 26. avgusta 1939 v Leipzigu. Toda že 10. oktobra istega leta je bila preimenovana v 6. armado.
Ponovno je bila vzpostavljena 15. avgusta 1943 v Italiji, kjer je kapitulirala 2. maja 1945.

## Vojna služba
| Datum                     | Nadrejeno poveljstvo | Področje (vir)     |
| september 1939            | Armadna skupina Jug  | Poljska kampanja   |
| september - december 1943 | Oberkommando Süd     | Italijanska fronta |
| december 1943 - maj 1945  | Armadna skupina C    | Italijanska fronta |

## Organizacija

### Stalne enote
1939
- Korück 540
- Armee-Nachschubführer 541
- Armee-Nachrichten-Regiment 549

1943
- Höh. Arko 316
- Korück 594
- Kommandeur der Armee-Nachschubtruppen 521
- Armee-Nachrichten-Regiment 508

### Dodeljene enote
1. september 1939
- IV. Armeekorps
- XI. Armeekorps
- XIV. Armeekorps
- XV. Armeekorps
- XVI. Armeekorps
- 1. lahka divizija

5. september 1943
- LXXVI. Armeekorps
- 3. pehotna divizija
- 90. tankovsko-grenadirska divizija
- Brigade Reichsführer-SS
- 2. padalska divizija

20. januar 1944
- LXXVI. Armeekorps
- Gruppe Hauck
- XIV. Armeekorps
- 3. pehotna divizija
- Division Hermann Göring

11. julij 1944
- LI. Armeekorps
- LXXVI. Armeekorps

5. november 1944
- Kommandeur Venetianisches Küstenland
- LXXVI. Armeekorps
- XIV. Armeekorps
- I. Fallschirm-Korps
- 90. tankovsko-grenadirska divizija

12. april 1945
- LXXIII. Armeekorps
- LXXVI. Armeekorps
- I. Fallschirm-Korps

## Poveljstvo
Poveljnik
- Generalfeldmarschall Walther von Reichenau (1. september 1939–20. oktober 1939)
- Generalpolkovnik Heinrich von Vietinghoff (15. avgust 1943–24. oktober 1943)
- General tankovskih enot Joachim Lemelsen (24. oktober 1943–december 1943)
- Generalpolkovnik Heinrich von Vietinghoff (31. december 1943–24. oktober 1944)
- General tankovskih enot Joachim Lemelsen (24. oktober 1944–15. februar 1945)
- General tankovskih enot Traugott Herr (15. februar 1945–8. maj 1945)